# Jillian (I’d Give My Heart)
«Jillian (I’d Give My Heart)» — промосингл симфоник-метал-группы Within Temptation из альбома The Silent Force 2004 года. Промосингл был выпущен для продвижения концертного DVD The Silent Force Tour.

## Видео
Видеоклип состоит из нарезки концертных выступлений Within Temptation, вошедших в DVD The Silent Force Tour.

## Список композиций
Промоcингл
1. «Jillian (I’d Give My Heart)» (Radio Edit) — 3:52
2. «Jillian (I’d Give My Heart)» (Live Version) — 4:57